# نوبوهیرو کاتو
نوبوهیرو کاتو (انگلیسی: Nobuhiro Kato؛ زادهٔ ۱۱ دسامبر ۱۹۸۴) بازیکن فوتبال اهل ژاپن است.
از باشگاه‌هایی که در آن بازی کرده‌است می‌توان به باشگاه فوتبال اوراوا رد دیاموندز اشاره کرد.